# Menjamel galta-ratllat
El menjamel galta-ratllat (Territornis albilineata) és una espècie d'ocell de la família dels melifàgids (Meliphagidae) que ha estat inclòs al gènere Meliphaga.

## Hàbitat i distribució
Habita boscos de l'oest de la Terra d'Arnhem, al nord-est del Territori del Nord, en Austràlia.

## Taxonomia
Espècie monotípica, ja que la subespècie fordiana és ara considerada una espècie de ple dret, seguint Norman et al. 2007 i Christidis i Boles 2008.